# Carmen Mondragón
María del Carmen Mondragón Valseca (8 de julho de 1893 - 23 de janeiro de 1978), mais conhecida como Nahui Olin, foi uma pintora, uma poeta e uma artista mexicana.

## Biografia
Carmen Mondragón foi a quinta de oito filhos do general Manuel Mondragón, Secretário de Guerra e Marina - inventor do rifle Mondragón. Sua mãe era Mercedes Valseca. Carmen Mondragón recebeu uma educação privada privilegiada no México. Depois, ela foi para França e residiu neste país entre 1897 e 1905, onde aprendeu a falar francês fluentemente. As atividades profissionais do general Mondragón, especializado em desenho de artilharia, levaram a família à Espanha em 1905, onde conheceu o cadete Manuel Rodríguez Lozano, com quem se casou em 6 de agosto de 1913. O casal teve um filho em 1914, mas a criança morreu logo após o nascimento.
Embora seu pai, General Mondragón, tenha sido exilado para a Bélgica após a Decena Trágica, Carmen Mondragón mudou-se para Paris com seu marido, onde conheceram Pablo Picasso, Henri Matisse e Jean Cocteau . Depois eles se mudaram para San Sebastián, Espanha, onde o irmão de Carmen, Manuel, administrava um estúdio fotográfico. Em San Sebastián, começou a pintar.
Em 1921, Carmen e seu marido voltaram para o México e se separaram. Ela voltou-se para a cena artística da Cidade do México; na qual conheceu José Vasconcelos e Xavier Villaurrutia. Além disso, interessou-se pelo movimento Teatro Ulises. Tornou-se modelo de vários pintores e fotógrafos notáveis, entre eles: para os murais de Diego Rivera, para Tina Modotti, Antonio Garduño, Roberto Montenegro, Matías Santoyo, Edward Weston, e em 1928 para Ignácio Rosas na Escuela Nacional de Bellas Artes. Especialmente seus nus ficaram famosos. Quando um ex-professor francês reconheceu suas fotos, ele publicou A dix ans sur mon pupitre ( Da minha mesa, aos 10 anos ), um livro de 1924, que descreve a aluna Carmen Mondragón de 10 anos à vista do professor. Carmen Mondragón teve um intenso relacionamento amoroso com Gerald Murillo, também conhecido como Dr. Atl, que a chamou de "Nahui Olin", um símbolo da renovação asteca que significa "quatro movimento", o símbolo dos terremotos. Eles moravam juntos no antigo Claustro La Merced. Nessa época, ela escreveu seus poemas Ótica cerebral, poemas dinâmicos (1922) e Calinement je suis dedans (1923), finalizou várias pinturas naïf e compôs músicas. Tão intensamente quanto o relacionamento amoroso começou, terminou com a mesma rapidez em meados da década de 1920. Ela afastou da vida pública na década de 1940.
Ela ganhou maior reconhecimento postumamente; seguindo uma trajetória de fama semelhante à de Frida Kahlo. Carmen Mondragón é considerada uma mulher talentosa e revolucionária que abraçou e moldou as décadas de 1920 e 1930 no México, por meio de seu ativismo e criatividade. Ela reflexivamente descreveu seu trabalho como intuitivo . Todos os seus autorretratos mostram olhos verdes enormes, eles também aparecem destacados em pinturas de outros artistas. Muitas de suas obras não têm data.
Seus trabalhos foram exibidos no Museu Nacional de Arte Mexicana em Chicago em 2007, em uma exposição intitulada A Woman Beyond Time/Nahui Olin: una mujer fuera del tiempo .
Em 2019, o romancista espanhol Juan Bonilla publicou seu romance "Totalidad sexual del Cosmos", inspirado na vida de Nahui Olin. Em 2020, este romance ganhou o Prêmio Nacional de Literatura da Espanha.

## Corpo, sexualidade e nu no início do século XX
Carmen Mondragón abordou na sua prática artística temas como corpo, sexualidade e nu. Segundo Daiane de Lima:
Ela usou seu corpo como meio de expressão em busca de quebrar tabus sobre o nu na arte, demonstrando, assim, uma visão de gênero mais avançada do que a de alguns de seus contemporâneos que, mesmo sendo militantes na esfera pública, tinham certo receio quando os temas eram o corpo e a sexualidade.

## Morte
Ele morreu em sua casa de infância em Tacubaya em 23 de janeiro de 1978. Os restos mortais de Carmen Mondragón repousam no Panteão Espanhol na Cidade do México.

## Literatura
- Adriana Malvido no YouTube  : Nahui Olin, la mujer del sol, ,
- Pino Cacucci : Nahui, 2005,ISBN 88-07-01686-9
- Dr. Atl : Gentes Profanas En El Convento ,ISBN 970-727-034-9 ,ISBN 978-970-727-034-3
- Juan Bonilla : Totalidade sexual do cosmos ,ISBN 9788432234903 ,ISBN 9788432235160
- Sandra Frid: La mujer que nació tres veces: la novela de Nahui Olin ,ISBN 978-607-07-6274-1